# Llista de cràters de Mart: O-Z
Llista de cràters de Mart (O-Z) amb noms aprovats a la Gazetteer of Planetary Nomenclature mantinguda per la Unió Astronòmica Internacional, on s'inclou el diàmetre del cràter i l'epònim amb el qual es nomena el cràter.
Els grans cràters marcians (més de 60 km de diàmetre) tenen el nom de científics i escriptors de ciència-ficció famosos; els més petits (menys de 60 km de diàmetre) reben noms de ciutats de la Terra. Els cràters no poden ser nomenats amb noms de persones vives, i poques vegades s'anomenen cràters petits per a commemorar una ciutat determinada, és a dir, un cràter petit no es nomena amb el nom d'una ciutat específica de la Terra, sinó que el seu nom surt a l'atzar d'un grup de noms de llocs terrestres, amb algunes excepcions fetes per als cràters prop de llocs d'aterratge.
La latitud i la longitud es donen com a coordenades planetogràfiques amb longitud oest (+ Oest; 0-360).
| A · B · C · D · E · F · G · H · I · J · K · L · M · N · O · P · Q · R · S · T · U · V · W · X · Y · Z |

## O
| Cràter       | Coordenades                            | Diàmetre (km) | Epònim                                                                       | Ref.  |
| ------------ | -------------------------------------- | ------------- | ---------------------------------------------------------------------------- | ----- |
| Obock        | 2° 00′ S, 209° 30′ O / 2.0°S,209.5°O   | 14,50         | Localitat de Djibouti                                                        | WGPSN |
| Ocampo       | 33° 00′ N, 221° 48′ O / 33.0°N,221.8°O | 7,10          | Localitat de Mèxic                                                           | WGPSN |
| Ochakov      | 42° 30′ S, 31° 54′ O / 42.5°S,31.9°O   | 33,30         | Localitat d'Ucraïna                                                          | WGPSN |
| Oglala       | 3° 12′ S, 38° 12′ O / 3.2°S,38.2°O     | 18,20         | Localitat dels Estats Units d'Amèrica                                        | WGPSN |
| Ohara        | 4° 56′ N, 277° 35′ O / 4.93°N,277.59°O | 10,80         | Localitat del Japó                                                           | WGPSN |
| Oituz        | 15° 18′ N, 23° 28′ O / 15.3°N,23.46°O  | 23,46         | Localitat de Romania                                                         | WGPSN |
| Okhotsk      | 23° 12′ N, 47° 24′ O / 23.2°N,47.4°O   | 1,20          | Localitat de Rússia                                                          | WGPSN |
| Okotoks      | 21° 12′ S, 275° 42′ O / 21.2°S,275.7°O | 22,60         | Localitat de Canadà                                                          | WGPSN |
| Olenek       | 20° 06′ N, 54° 18′ O / 20.1°N,54.3°O   | 3,00          | Localitat de Rússia                                                          | WGPSN |
| Olom         | 23° 12′ N, 57° 48′ O / 23.2°N,57.8°O   | 6,00          | Localitat de Rússia                                                          | WGPSN |
| Ome          | 20° 48′ N, 256° 00′ O / 20.8°N,256.0°O | 2,90          | Localitat del Japó                                                           | WGPSN |
| Ōmura        | 25° 36′ S, 25° 18′ O / 25.6°S,25.3°O   | 8,40          | Localitat del Japó                                                           | WGPSN |
| Onon         | 16° 18′ N, 257° 36′ O / 16.3°N,257.6°O | 3,50          | Localitat de Mongòlia                                                        | WGPSN |
| Oodnadatta   | 52° 48′ S, 34° 12′ O / 52.8°S,34.2°O   | 27,00         | Localitat d'Austràlia                                                        | WGPSN |
| Oraibi       | 17° 24′ N, 32° 24′ O / 17.4°N,32.4°O   | 33,00         | Localitat dels Estats Units d'Amèrica                                        | WGPSN |
| Ore          | 17° 00′ N, 34° 00′ O / 17.0°N,34.0°O   | 7,00          | Localitat de Nigèria                                                         | WGPSN |
| Orinda       | 45° 42′ N, 233° 06′ O / 45.7°N,233.1°O | 9,80          | Localitat dels Estats Units d'Amèrica                                        | WGPSN |
| Orson Welles | 0° 12′ S, 45° 54′ O / 0.2°S,45.9°O     | 124,50        | Orson Welles (1915-1985), actor, guionista i director de cinema estatunidenc | WGPSN |
| Ostrov       | 26° 48′ S, 28° 12′ O / 26.8°S,28.2°O   | 73,00         | Localitat de Rússia                                                          | WGPSN |
| Ottumwa      | 24° 48′ N, 55° 48′ O / 24.8°N,55.8°O   | 53,20         | Localitat dels Estats Units d'Amèrica                                        | WGPSN |
| Oudemans     | 10° 00′ S, 91° 54′ O / 10.0°S,91.9°O   | 124,00        | Jean Abraham Chrétien Oudemans (1827-1906), astrònom neerlandès              | WGPSN |
| Oyama        | 23° 40′ N, 20° 10′ O / 23.66°N,20.17°O | 106,80        | Vance Oyama (1922-1998), bioquímic estatunidenc                              | WGPSN |

## P
| Cràter         | Coordenades                              | Diàmetre (km) | Epònim | Ref.  |
| -------------- | ---------------------------------------- | ------------- | --- | ----- |
| Pabo           | 27° 12′ S, 23° 06′ O / 27.2°S,23.1°O     | 8,90          | Localitat d'Uganda | WGPSN |
| Pai            | 41° 06′ S, 37° 36′ O / 41.1°S,37.6°O     | 42,00         | Localitat de Tailàndia | WGPSN |
| Paks           | 7° 42′ S, 42° 06′ O / 7.7°S,42.1°O       | 6,80          | Localitat d'Hongria | WGPSN |
| Pál            | 31° 19′ S, 251° 24′ O / 31.31°S,251.4°O  | 79,00         | George Pal (1908-1980), productor de cinema, director i presentador hongarès-estatunidenc | WGPSN |
| Palana         | 21° 18′ N, 258° 00′ O / 21.3°N,258.0°O   | 5,10          | Localitat de Rússia | WGPSN |
| Palos          | 2° 42′ S, 249° 12′ O / 2.7°S,249.2°O     | 55,10         | Localitat d'Espanya | WGPSN |
| Pangboche      | 17° 13′ N, 133° 37′ O / 17.22°N,133.62°O | 10,40         | Localitat de Nepal | WGPSN |
| Paros          | 22° 12′ N, 98° 12′ O / 22.2°N,98.2°O     | 34,10         | Localitat de Grècia | WGPSN |
| Pasteur        | 19° 24′ N, 335° 30′ O / 19.4°N,335.5°O   | 113,00        | Louis Pasteur (1822-1895), químic francès | WGPSN |
| Pau            | 55° 25′ S, 300° 45′ O / 55.42°S,300.75°O | 44,80         | Localitat de França | WGPSN |
| Pebas          | 2° 34′ S, 0° 58′ O / 2.57°S,0.96°O       | 5,20          | Localitat de Perú | WGPSN |
| Peixe          | 20° 30′ N, 47° 42′ O / 20.5°N,47.7°O     | 10,30         | Localitat de Brasil | WGPSN |
| Penticton      | 38° 21′ S, 263° 21′ O / 38.35°S,263.35°O | 8,00          | Localitat de Canadà | WGPSN |
| Perepelkin     | 52° 48′ N, 64° 36′ O / 52.8°N,64.6°O     | 112,00        | Yevgeny Perepyolkin (1906-1940), astrònom rus | WGPSN |
| Peridier       | 25° 42′ N, 276° 12′ O / 25.7°N,276.2°O   | 100,00        | Julien Péridier (1882-1967), enginyer elèctric i astrònom aficionat francès | WGPSN |
| Perrotin       | 2° 54′ S, 78° 00′ O / 2.9°S,78.0°O       | 84,00         | Henri Perrotin (1845-1904), astrònom francès | WGPSN |
| Persbo         | 8° 32′ N, 203° 14′ O / 8.54°N,203.24°O   | 19,50         | Localitat de Suècia | WGPSN |
| Peta           | 21° 30′ S, 9° 12′ O / 21.5°S,9.2°O       | 80,50         | Localitat de Grècia | WGPSN |
| Pettit         | 12° 18′ N, 174° 00′ O / 12.3°N,174.0°O   | 98,10         | Edison Pettit (1889-1962), astrònom estatunidenc | WGPSN |
| Phedra         | 13° 49′ N, 236° 13′ O / 13.82°N,236.22°O | 21,30         | Localitat de Suriname | WGPSN |
| Philadeplphia  | 22° 00′ N, 48° 06′ O / 22.0°N,48.1°O     | 1,60          | Localitat dels Estats Units d'Amèrica | WGPSN |
| Phillips       | 66° 42′ S, 45° 06′ O / 66.7°S,45.1°O     | 190,20        | John Phillips (1800-1874), geòleg britànic Theodore E. Phillips (1868-1942), astrònom britànic | WGPSN |
| Phon           | 15° 42′ N, 257° 18′ O / 15.7°N,257.3°O   | 9,70          | Localitat de Tailàndia | WGPSN |
| Pica           | 20° 00′ N, 53° 18′ O / 20.0°N,53.3°O     | 2,20          | Localitat de Xile | WGPSN |
| Pickering      | 33° 54′ S, 132° 48′ O / 33.9°S,132.8°O   | 115,00        | Edward Charles Pickering (1846-1919), astrònom estatunidenc William Henry Pickering (1858-1938), astrònom estatunidenc William Hayward Pickering (1910-2004), enginyer estatunidenc d'origen neozelandès | WGPSN |
| Piña           | 18° 36′ N, 248° 18′ O / 18.6°N,248.3°O   | 5,10          | Localitat de Panamà | WGPSN |
| Pinglo         | 3° 00′ S, 36° 54′ O / 3.0°S,36.9°O       | 17,40         | Localitat de la Xina | WGPSN |
| Pital          | 9° 24′ S, 62° 18′ O / 9.4°S,62.3°O       | 41,70         | Localitat de Costa Rica | WGPSN |
| Piyi           | 23° 06′ S, 253° 30′ O / 23.1°S,253.5°O   | 11,40         | Localitat de Xile | WGPSN |
| Platte         | 16° 12′ N, 246° 54′ O / 16.2°N,246.9°O   | 3,30          | Localitat dels Estats Units d'Amèrica | WGPSN |
| Playfair       | 78° 06′ S, 126° 12′ O / 78.1°S,126.2°O   | 64,20         | John Playfair (1748-1819), geòleg i matemàtic britànic | WGPSN |
| Plum           | 26° 18′ S, 19° 06′ O / 26.3°S,19.1°O     | 2,50          | Localitat dels Estats Units d'Amèrica | WGPSN |
| Podor          | 44° 30′ S, 43° 12′ O / 44.5°S,43.2°O     | 24,00         | Localitat de Senegal | WGPSN |
| Pollack        | 7° 54′ S, 334° 48′ O / 7.9°S,334.8°O     | 96,00         | James B. Pollack (1938-1994), físic estatunidenc | WGPSN |
| Polotsk        | 20° 06′ S, 26° 24′ O / 20.1°S,26.4°O     | 31,50         | Localitat de Belarús | WGPSN |
| Pompeii        | 19° 06′ N, 59° 12′ O / 19.1°N,59.2°O     | 32,40         | Localitat d'Itàlia | WGPSN |
| Poona          | 24° 00′ N, 52° 24′ O / 24.0°N,52.4°O     | 20,00         | Localitat de l'Índia | WGPSN |
| Port-Au-Prince | 21° 18′ N, 48° 18′ O / 21.3°N,48.3°O     | 0,50          | Localitat d'Haiti | WGPSN |
| Porter         | 50° 48′ S, 113° 54′ O / 50.8°S,113.9°O   | 105,00        | Russell W. Porter (1871-1949), artista, enginyer, astrònom aficionat i explorador estatunidenc | WGPSN |
| Porth          | 21° 24′ N, 255° 54′ O / 21.4°N,255.9°O   | 9,30          | Localitat de Gal·les | WGPSN |
| Portsmouth     | 22° 48′ N, 49° 12′ O / 22.8°N,49.2°O     | 0,90          | Localitat dels Estats Units d'Amèrica | WGPSN |
| Porvoo         | 43° 36′ S, 40° 54′ O / 43.6°S,40.9°O     | 9,80          | Localitat de Finlàndia | WGPSN |
| Poti           | 36° 36′ S, 273° 30′ O / 36.6°S,273.5°O   | 31,00         | Localitat de Geòrgia | WGPSN |
| Poynting       | 8° 24′ N, 112° 54′ O / 8.4°N,112.9°O     | 74,00         | John Henry Poynting (1852-1914), astrofísic britànci | WGPSN |
| Prao           | 11° 18′ S, 303° 24′ O / 11.3°S,303.4°O   | 20,00         | Localitat de Vietnam | WGPSN |
| Priestley      | 54° 24′ S, 229° 24′ O / 54.4°S,229.4°O   | 41,90         | Joseph Priestley (1733-1804), químic britànic | WGPSN |
| Princeton      | 21° 54′ N, 49° 12′ O / 21.9°N,49.2°O     | 1,80          | Localitat dels Estats Units d'Amèrica | WGPSN |
| Proctor        | 48° 00′ S, 330° 30′ O / 48.0°S,330.5°O   | 168,20        | Richard A. Proctor (1837-1888), astrònom britànic | WGPSN |
| Ptolemaeus     | 46° 12′ S, 157° 36′ O / 46.2°S,157.6°O   | 185,00        | Claudi Ptolemeu (85-165), astrònom, geògraf i matemàtic egipci | WGPSN |
| Puławy         | 36° 48′ S, 76° 42′ O / 36.8°S,76.7°O     | 51,50         | Localitat de Polònia | WGPSN |
| Púnsk          | 20° 48′ N, 41° 12′ O / 20.8°N,41.2°O     | 11,60         | Localitat de Polònia | WGPSN |
| Pursat         | 37° 21′ S, 229° 20′ O / 37.35°S,229.34°O | 18,30         | Localitat de Cambòdia | WGPSN |
| Puyo           | 83° 47′ N, 222° 19′ O / 83.79°N,222.31°O | 10,40         | Localitat d'Equador | WGPSN |
| Pylos          | 17° 00′ N, 30° 12′ O / 17.0°N,30.2°O     | 19,10         | Localitat de Grècia | WGPSN |

## Q
| Cràter    | Coordenades                             | Diàmetre (km) | Epònim                                            | Ref.  |
| --------- | --------------------------------------- | ------------- | ------------------------------------------------- | ----- |
| Qara      | 16° 26′ N, 209° 42′ O / 16.43°N,209.7°O | 2,50          | Localitat d'Egipte                                | WGPSN |
| Qibā      | 17° 18′ N, 257° 00′ O / 17.3°N,257.0°O  | 3,90          | Localitat d'Aràbia Saudí                          | WGPSN |
| Quenisset | 34° 36′ N, 319° 24′ O / 34.6°N,319.4°O  | 138,00        | Ferdinand Quénisset (1872-1951), astrònom francès | WGPSN |
| Quick     | 18° 24′ N, 49° 18′ O / 18.4°N,49.3°O    | 13,40         | Localitat de Canadà                               | WGPSN |
| Quines    | 42° 12′ S, 270° 54′ O / 42.2°S,270.9°O  | 10,90         | Localitat de l'Argentina                          | WGPSN |
| Quorn     | 5° 36′ S, 33° 42′ O / 5.6°S,33.7°O      | 5,90          | Localitat d'Austràlia                             | WGPSN |
| Quthing   | 0° 24′ N, 210° 42′ O / 0.4°N,210.7°O    | 15,60         | Localitat de Lesotho                              | WGPSN |

## R
| Cràter       | Coordenades                              | Diàmetre (km) | Epònim                                                                                    | Ref.  |
| ------------ | ---------------------------------------- | ------------- | ----------------------------------------------------------------------------------------- | ----- |
| Rabe         | 43° 54′ S, 325° 06′ O / 43.9°S,325.1°O   | 108,00        | Wilhelm F. Rabe (1893-1958), astrònom alemany                                             | WGPSN |
| Radau        | 17° 06′ N, 4° 48′ O / 17.1°N,4.8°O       | 114,50        | Rodolphe Radau (1835-1911), astrònom i geodèsic francès d'origen alemany                  | WGPSN |
| Raga         | 48° 24′ S, 117° 36′ O / 48.4°S,117.6°O   | 3,40          | Localitat de Sudan                                                                        | WGPSN |
| Rahe         | 25° 18′ N, 97° 36′ O / 25.3°N,97.6°O     | 34,10         | Jürgen Rahe (1940-1997), astrònom estatunidenc i director del programa de la NASA         | WGPSN |
| Rakke        | 4° 36′ S, 43° 24′ O / 4.6°S,43.4°O       | 19,20         | Localitat d'Estònia                                                                       | WGPSN |
| Rana         | 25° 54′ S, 21° 54′ O / 25.9°S,21.9°O     | 12,20         | Localitat de Noruega                                                                      | WGPSN |
| Raub         | 42° 42′ N, 225° 00′ O / 42.7°N,225.0°O   | 7,10          | Localitat de Malaysia                                                                     | WGPSN |
| Rauch        | 21° 48′ N, 58° 12′ O / 21.8°N,58.2°O     | 34,10         | Localitat de l'Argentina                                                                  | WGPSN |
| Rauna        | 35° 36′ N, 32° 06′ O / 35.6°N,32.1°O     | 2,50          | Localitat de Letònia                                                                      | WGPSN |
| Rayadurg     | 18° 36′ S, 257° 42′ O / 18.6°S,257.7°O   | 21,80         | Localitat d'Índia                                                                         | WGPSN |
| Rayleigh     | 75° 36′ S, 240° 54′ O / 75.6°S,240.9°O   | 148,70        | John William Strutt, 3r Baró de Rayleigh (1842-1919), físic britànic                      | WGPSN |
| Redi         | 60° 36′ S, 267° 18′ O / 60.6°S,267.3°O   | 62,00         | Francesco Redi (1626-1697), físic italià                                                  | WGPSN |
| Renaudot     | 42° 24′ N, 297° 24′ O / 42.4°N,297.4°O   | 64,00         | Gabrielle Renaudot Flammarion (1877-1962), astrònom francès                               | WGPSN |
| Rengo        | 43° 48′ S, 43° 42′ O / 43.8°S,43.7°O     | 13,00         | Localitat de Xile                                                                         | WGPSN |
| Resen        | 28° 13′ S, 251° 08′ O / 28.22°S,251.13°O | 7,40          | Localitat de Macedònia                                                                    | WGPSN |
| Reutov       | 45° 24′ S, 157° 42′ O / 45.4°S,157.7°O   | 18,00         | Localitat de Rússia                                                                       | WGPSN |
| Reuyl        | 9° 48′ S, 193° 12′ O / 9.8°S,193.2°O     | 85,90         | Dirk Reuyl (1906-1972), físic i astrònom neerlandès                                       | WGPSN |
| Revda        | 24° 30′ S, 28° 30′ O / 24.5°S,28.5°O     | 27,00         | Localitat de Rússia                                                                       | WGPSN |
| Reykholt     | 40° 48′ N, 86° 18′ O / 40.8°N,86.3°O     | 53,20         | Localitat d'Islàndia                                                                      | WGPSN |
| Reynolds     | 75° 06′ S, 157° 54′ O / 75.1°S,157.9°O   | 97,50         | Osborne Reynolds (1842-1912), físic britànic                                              | WGPSN |
| Ribe         | 16° 36′ N, 29° 12′ O / 16.6°N,29.2°O     | 11,00         | Localitat de Dinamarca                                                                    | WGPSN |
| Richardson   | 72° 36′ S, 180° 24′ O / 72.6°S,180.4°O   | 95,90         | Lewis Fry Richardson (1881-1953), matemàtic, físic, meteoròleg i psicòleg britànic        | WGPSN |
| Rimac        | 45° 18′ N, 224° 00′ O / 45.3°N,224.0°O   | 7,60          | Localitat de Perú                                                                         | WGPSN |
| Rincon       | 8° 06′ S, 43° 06′ O / 8.1°S,43.1°O       | 13,60         | Localitat de les Antilles Holandeses                                                      | WGPSN |
| Ritchey      | 28° 48′ S, 51° 00′ O / 28.8°S,51.0°O     | 79,00         | George Willis Ritchey (1864-1945), òptic, fabricant de telescopis i astrònom estatunidenc | WGPSN |
| Robert Sharp | 4° 10′ S, 133° 25′ O / 4.17°S,133.42°O   | 152,08        | Robert P. Sharp (1911-2004), geomorfòleg estatunidenc                                     | WGPSN |
| Roddenberry  | 49° 48′ S, 4° 36′ O / 49.8°S,4.6°O       | 141,00        | Gene Roddenberry (1921-1991), productor de televisió estatunidenc                         | WGPSN |
| Roddy        | 21° 54′ S, 39° 24′ O / 21.9°S,39.4°O     | 85,80         | David Roddy (1932-2002), astrogeòleg estatunidenc                                         | WGPSN |
| Romny        | 25° 36′ S, 18° 12′ O / 25.6°S,18.2°O     | 5,30          | Localitat d'Ucraïna                                                                       | WGPSN |
| Rong         | 22° 42′ N, 45° 24′ O / 22.7°N,45.4°O     | 8,80          | Localitat de Tibet                                                                        | WGPSN |
| Rongxar      | 26° 36′ N, 55° 30′ O / 26.6°N,55.5°O     | 22,00         | Localitat de Tibet                                                                        | WGPSN |
| Roseau       | 41° 41′ S, 209° 35′ O / 41.68°S,209.58°O | 6,30          | Localitat de Dominica                                                                     | WGPSN |
| Ross         | 57° 48′ S, 108° 00′ O / 57.8°S,108.0°O   | 85,00         | Frank Elmore Ross (1874-1966), astrònom estatunidenc                                      | WGPSN |
| Rossby       | 47° 54′ S, 192° 12′ O / 47.9°S,192.2°O   | 82,50         | Carl-Gustaf Rossby (1898-1957), meteoròleg estatunidenc d'origen suec                     | WGPSN |
| Ruby         | 25° 30′ S, 17° 06′ O / 25.5°S,17.1°O     | 27,30         | Localitat dels Estats Units d'Amèrica                                                     | WGPSN |
| Rudaux       | 38° 18′ N, 309° 06′ O / 38.3°N,309.1°O   | 107,00        | Lucien Rudaux (1874-1947), artista i astrònom francès                                     | WGPSN |
| Ruhea        | 43° 16′ S, 186° 55′ O / 43.26°S,186.92°O | 9,50          | Localitat de Bangladesh                                                                   | WGPSN |
| Runanga      | 26° 38′ S, 284° 08′ O / 26.63°S,284.14°O | 40,40         | Localitat de Nova Zelanda                                                                 | WGPSN |
| Russell      | 54° 54′ S, 347° 36′ O / 54.9°S,347.6°O   | 139,70        | Henry Norris Russell (1877-1957), astrònom estatunidenc                                   | WGPSN |
| Rutherford   | 19° 12′ N, 10° 42′ O / 19.2°N,10.7°O     | 110,50        | Ernest Rutherford (1871-1937), físic britànic                                             | WGPSN |
| Ruza         | 34° 18′ S, 52° 48′ O / 34.3°S,52.8°O     | 22,00         | Localitat de Rússia                                                                       | WGPSN |
| Rynok        | 44° 30′ N, 238° 18′ O / 44.5°N,238.3°O   | 9,00          | Localitat de Rússia                                                                       | WGPSN |
| Rypin        | 1° 18′ S, 41° 00′ O / 1.3°S,41.0°O       | 18,40         | Localitat de Polònia                                                                      | WGPSN |

## S
| Cràter       | Coordenades                              | Diàmetre (km) | Epònim | Ref.  |
| ------------ | ---------------------------------------- | ------------- | --- | ----- |
| Sabo         | 25° 24′ N, 49° 00′ O / 25.4°N,49.0°O     | 4,20          | Localitat de Rússia                                                                                              | WGPSN |
| Sagan        | 10° 48′ N, 30° 42′ O / 10.8°N,30.7°O     | 98,10         | Carl Sagan (1934-1996), astrofísic, astrònom i divultador estatunidenc                                           | WGPSN |
| Saheki       | 21° 45′ S, 286° 58′ O / 21.75°S,286.97°O | 85,00         | Tsuneo (1916-1996), astrònom aficionat japonès                                                                   | WGPSN |
| Salaga       | 47° 30′ S, 51° 06′ O / 47.5°S,51.1°O     | 27,10         | Localitat de Ghana                                                                                               | WGPSN |
| Salkhad      | 29° 51′ S, 83° 41′ O / 29.85°S,83.69°O   | 42,00         | Localitat de Síria                                                                                               | WGPSN |
| San Juan     | 23° 06′ N, 48° 12′ O / 23.1°N,48.2°O     | 0,30          | Localitat de Puerto Rico                                                                                         | WGPSN |
| Sandila      | 25° 48′ S, 30° 24′ O / 25.8°S,30.4°O     | 13,90         | Localitat d'India                                                                                                | WGPSN |
| Sangar       | 27° 48′ S, 24° 24′ O / 27.8°S,24.4°O     | 30,90         | Localitat de Rússia                                                                                              | WGPSN |
| Santa Cruz   | 21° 30′ N, 47° 18′ O / 21.5°N,47.3°O     | 0.,90         | Localitat d'Espanya                                                                                              | WGPSN |
| Santa Fe     | 19° 30′ N, 48° 00′ O / 19.5°N,48.0°O     | 20,50         | Localitat dels Estats Units d'Amèrica                                                                            | WGPSN |
| Santaca      | 41° 24′ S, 272° 42′ O / 41.4°S,272.7°O   | 16,00         | Localitat de Moçambic                                                                                            | WGPSN |
| Saravan      | 16° 58′ S, 54° 00′ O / 16.96°S,54.0°O    | 47,80         | Localitat de Laos                                                                                                | WGPSN |
| Sarh         | 65° 06′ S, 14° 34′ O / 65.1°S,14.57°O    | 54,00         | Localitat de Txad                                                                                                | WGPSN |
| Sarn         | 77° 30′ S, 54° 42′ O / 77.5°S,54.7°O     | 11,90         | Localitat de Gal·les                                                                                             | WGPSN |
| Sarno        | 44° 42′ S, 54° 12′ O / 44.7°S,54.2°O     | 23,20         | Localitat d'Itàlia                                                                                               | WGPSN |
| Satka        | 43° 00′ S, 37° 00′ O / 43.0°S,37.0°O     | 18,70         | Localitat de Rússia                                                                                              | WGPSN |
| Sauk         | 45° 00′ S, 32° 36′ O / 45.0°S,32.6°O     | 3,10          | Localitat dels Estats Units d'Amèrica                                                                            | WGPSN |
| Savannah     | 22° 12′ N, 47° 54′ O / 22.2°N,47.9°O     | 0,70          | Localitat dels Estats Units d'Amèrica                                                                            | WGPSN |
| Savich       | 27° 48′ S, 264° 00′ O / 27.8°S,264.0°O   | 188,30        | Aleksey N. Savich (1811-1883), astrònom rus                                                                      | WGPSN |
| Say          | 28° 24′ S, 29° 42′ O / 28.4°S,29.7°O     | 13,30         | Localitat de Niger                                                                                               | WGPSN |
| Schaeberle   | 24° 42′ S, 309° 54′ O / 24.7°S,309.9°O   | 160,00        | John Martin Schaeberle (1853-1924), astrònom estatunidenc-alemany                                                | WGPSN |
| Schiaparelli | 2° 42′ S, 343° 18′ O / 2.7°S,343.3°O     | 471,00        | Giovanni Schiaparelli (1835-1910), astrònom italià                                                               | WGPSN |
| Schmidt      | 72° 18′ S, 78° 06′ O / 72.3°S,78.1°O     | 212,50        | J. F. Julius Schmidt (1825-1884), astrònom alemany Otto Schmidt (1891-1956), astrònom, matemàtic i científic rus | WGPSN |
| Schöner      | 20° 06′ N, 309° 30′ O / 20.1°N,309.5°O   | 195,00        | Johannes Schöner (1477-1547), astrònom alemany                                                                   | WGPSN |
| Schoeter     | 1° 54′ S, 304° 24′ O / 1.9°S,304.4°O     | 292,00        | Johann Hieronymus Schröter (1745-1816), astrònom alemany                                                         | WGPSN |
| Sebec        | 39° 54′ S, 260° 42′ O / 39.9°S,260.7°O   | 64,00         | Localitat dels Estats Units d'Amèrica                                                                            | WGPSN |
| Secchi       | 58° 18′ S, 258° 06′ O / 58.3°S,258.1°O   | 234,00        | Angelo Secchi (1818-1878), astrònom italià                                                                       | WGPSN |
| Sefadu       | 28° 44′ N, 35° 02′ O / 28.73°N,35.04°O   | 10,80         | Localitat de Sierra Leone                                                                                        | WGPSN |
| Selevac      | 37° 42′ S, 131° 06′ O / 37.7°S,131.1°O   | 7,30          | Localitat de Sèrbia                                                                                              | WGPSN |
| Semeykin     | 41° 48′ N, 351° 24′ O / 41.8°N,351.4°O   | 76,00         | Boris E. Semeykin (1900-1937), astrònom rus                                                                      | WGPSN |
| Semiole      | 24° 24′ S, 19° 12′ O / 24.4°S,19.2°O     | 20,60         | Localitat dels Estats Units d'Amèrica                                                                            | WGPSN |
| Sera         | 8° 50′ N, 358° 57′ O / 8.84°N,358.95°O   | 28,00         | Localitat del Japó                                                                                               | WGPSN |
| Sevel        | 79° 18′ N, 36° 48′ O / 79.3°N,36.8°O     | 2,00          | Localitat de Dinamarca                                                                                           | WGPSN |
| Sevi         | 19° 06′ N, 257° 00′ O / 19.1°N,257.0°O   | 3,20          | Localitat de Rússia                                                                                              | WGPSN |
| Sfax         | 7° 48′ S, 43° 30′ O / 7.8°S,43.5°O       | 7,00          | Localitat de Tunisia                                                                                             | WGPSN |
| Shambe       | 20° 48′ S, 30° 48′ O / 20.8°S,30.8°O     | 34,20         | Localitat de Sudan                                                                                               | WGPSN |
| Shardi       | 10° 04′ N, 15° 23′ O / 10.06°N,15.38°O   | 18,00         | Localitat de Pakistan                                                                                            | WGPSN |
| Sharonov     | 27° 18′ N, 58° 36′ O / 27.3°N,58.6°O     | 102,00        | Vsevolod V. Sharonov (1901-1964), astrònom rus                                                                   | WGPSN |
| Shatskiy     | 32° 42′ S, 14° 54′ O / 32.7°S,14.9°O     | 72,50         | Nikolay Shatsky (1895-1960), geòleg rus                                                                          | WGPSN |
| Shawnee      | 22° 42′ N, 31° 36′ O / 22.7°N,31.6°O     | 17,00         | Localitat dels Estats Units d'Amèrica                                                                            | WGPSN |
| Sian         | 20° 12′ N, 48° 06′ O / 20.2°N,48.1°O     | 3,80          | Localitat de Rússia                                                                                              | WGPSN |
| Sibiti       | 12° 22′ S, 65° 16′ O / 12.37°S,65.26°O   | 33,00         | Localitat de Congo                                                                                               | WGPSN |
| Sibu         | 23° 18′ S, 19° 48′ O / 23.3°S,19.8°O     | 18,20         | Localitat de Malaysia                                                                                            | WGPSN |
| Sigli        | 20° 30′ S, 30° 54′ O / 20.5°S,30.9°O     | 31,40         | Localitat d'Indonèsia                                                                                            | WGPSN |
| Sinda        | 15° 54′ N, 248° 48′ O / 15.9°N,248.8°O   | 6,60          | Localitat de Rússia                                                                                              | WGPSN |
| Singa        | 22° 42′ S, 17° 24′ O / 22.7°S,17.4°O     | 12,80         | Localitat de Sudan                                                                                               | WGPSN |
| Sinop        | 23° 30′ S, 249° 30′ O / 23.5°S,249.5°O   | 15,40         | Localitat de Turquia                                                                                             | WGPSN |
| Sinton       | 40° 43′ N, 328° 21′ O / 40.72°N,328.35°O | 65,25         | William M. Sinton (1925-2004), astrònom estatunidenc                                                             | WGPSN |
| Sitka        | 4° 24′ S, 39° 18′ O / 4.4°S,39.3°O       | 17,50         | Localitat dels Estats Units d'Amèrica                                                                            | WGPSN |
| Sklodowska   | 33° 42′ N, 2° 54′ O / 33.7°N,2.9°O       | 124,00        | Maria Skłodowska-Curie (1867-1934), física i química francesa d'origen polonès                                   | WGPSN |
| Slipher      | 47° 48′ S, 84° 36′ O / 47.8°S,84.6°O     | 127,00        | Vesto Slipher (1875-1969), astrònom estatunidenc                                                                 | WGPSN |
| Smith        | 66° 06′ S, 102° 54′ O / 66.1°S,102.9°O   | 75,50         | William Smith (1769-1839), geòleg britànic                                                                       | WGPSN |
| Soffen       | 21° 44′ N, 55° 14′ O / 21.74°N,55.23°O   | 30,00         | Gerald Soffen (1926-2000), biòleg, científic i educador estatunidenc                                             | WGPSN |
| Sögel        | 23° 42′ S, 219° 12′ O / 23.7°S,219.2°O   | 60,10         | Localitat d'Alemanya                                                                                             | WGPSN |
| Sokol        | 42° 42′ S, 40° 42′ O / 42.7°S,40.7°O     | 22,40         | Localitat de Rússia                                                                                              | WGPSN |
| Solano       | 27° 00′ S, 251° 12′ O / 27.0°S,251.2°O   | 8,70          | Localitat de les Filipines                                                                                       | WGPSN |
| Somerset     | 9° 42′ S, 51° 18′ O / 9.7°S,51.3°O       | 3,30          | Localitat dels Estats Units d'Amèrica                                                                            | WGPSN |
| Soochow      | 16° 54′ N, 28° 54′ O / 16.9°N,28.9°O     | 31,80         | Localitat de la Xina                                                                                             | WGPSN |
| Souris       | 19° 42′ N, 246° 48′ O / 19.7°N,246.8°O   | 2,80          | Localitat de Canadà                                                                                              | WGPSN |
| South        | 77° 06′ S, 338° 00′ O / 77.1°S,338.0°O   | 107,10        | James South (1785-1867), astrònom britànic                                                                       | WGPSN |
| Spallanzani  | 58° 18′ S, 273° 42′ O / 58.3°S,273.7°O   | 72,50         | Lazzaro Spallanzani (1729-1799), biòleg italià                                                                   | WGPSN |
| Spry         | 3° 48′ S, 38° 30′ O / 3.8°S,38.5°O       | 7,80          | Localitat dels Estats Units d'Amèrica                                                                            | WGPSN |
| Spur         | 22° 12′ N, 52° 18′ O / 22.2°N,52.3°O     | 8,40          | Localitat dels Estats Units d'Amèrica                                                                            | WGPSN |
| Srīpur       | 31° 06′ S, 100° 48′ O / 31.1°S,100.8°O   | 23,40         | Localitat de Bangladesh                                                                                          | WGPSN |
| Stege        | 3° 48′ N, 59° 36′ O / 3.8°N,59.6°O       | 77,50         | Localitat de Dinamarca                                                                                           | WGPSN |
| Steinheim    | 54° 31′ N, 169° 26′ O / 54.51°N,169.43°O | 11,60         | Localitat d'Alemanya                                                                                             | WGPSN |
| Steno        | 68° 00′ S, 115° 36′ O / 68.0°S,115.6°O   | 106,90        | Nicolaus Steno (1638-1686), científic danès                                                                      | WGPSN |
| Stobs        | 5° 00′ S, 38° 24′ O / 5.0°S,38.4°O       | 12,50         | Localitat d'Escòcia                                                                                              | WGPSN |
| Stokes       | 55° 54′ N, 188° 48′ O / 55.9°N,188.8°O   | 66,00         | George Gabriel Stokes (1819-1903), matemàtic i físic britànic d'origen irlandès                                  | WGPSN |
| Ston         | 47° 12′ N, 237° 24′ O / 47.2°N,237.4°O   | 6,90          | Localitat de Croàcia                                                                                             | WGPSN |
| Stoney       | 69° 48′ S, 138° 36′ O / 69.8°S,138.6°O   | 171,00        | George Johnstone Stoney (1826-1911), físic irlandès                                                              | WGPSN |
| Suata        | 19° 06′ S, 253° 24′ O / 19.1°S,253.4°O   | 24,30         | Localitat de Veneçuela                                                                                           | WGPSN |
| Sucre        | 23° 54′ N, 54° 42′ O / 23.9°N,54.7°O     | 13,40         | Localitat de Colòmbia                                                                                            | WGPSN |
| Suess        | 67° 06′ S, 178° 36′ O / 67.1°S,178.6°O   | 79,20         | Eduard Suess (1831-1914), geòleg austríac                                                                        | WGPSN |
| Sūf          | 16° 30′ N, 38° 18′ O / 16.5°N,38.3°O     | 9,90          | Localitat de Jordània                                                                                            | WGPSN |
| Sulak        | 18° 18′ N, 78° 42′ O / 18.3°N,78.7°O     | 25,70         | Localitat de Rússia                                                                                              | WGPSN |
| Sumgin       | 37° 00′ S, 48° 48′ O / 37.0°S,48.8°O     | 85,00         | M. I. Sumgin, criptogeòleg rus                                                                                   | WGPSN |
| Surt         | 17° 00′ N, 30° 42′ O / 17.0°N,30.7°O     | 9,90          | Localitat de Líbia                                                                                               | WGPSN |
| Suzhi        | 27° 42′ S, 274° 00′ O / 27.7°S,274.0°O   | 25,00         | Localitat de la Xina                                                                                             | WGPSN |
| Swanage      | 26° 42′ N, 33° 48′ O / 26.7°N,33.8°O     | 18,70         | Localitat del Regne Unit                                                                                         | WGPSN |
| Sytinskaya   | 42° 42′ N, 53° 06′ O / 42.7°N,53.1°O     | 93,20         | Nadezhda Nikolaevna Sytinskaya (1906-1974), astrònom rus                                                         | WGPSN |

## T
| Cràter             | Coordenades                              | Diàmetre (km) | Epònim                                                                                 | Ref.  |
| ------------------ | ---------------------------------------- | ------------- | -------------------------------------------------------------------------------------- | ----- |
| Tábor              | 35° 48′ S, 58° 24′ O / 35.8°S,58.4°O     | 19,50         | Localitat de Txèquia                                                                   | WGPSN |
| Tabou              | 45° 24′ S, 35° 06′ O / 45.4°S,35.1°O     | 8,30          | Localitat de Costa d'Ivori                                                             | WGPSN |
| Taejin             | 35° 30′ S, 274° 24′ O / 35.5°S,274.4°O   | 28,00         | Localitat de Corea del Sud                                                             | WGPSN |
| Tak                | 26° 18′ S, 28° 42′ O / 26.3°S,28.7°O     | 5,10          | Localitat de Tailàndia                                                                 | WGPSN |
| Tala               | 20° 30′ S, 247° 18′ O / 20.5°S,247.3°O   | 9,00          | Localitat de Tunísia                                                                   | WGPSN |
| Talas              | 36° 00′ S, 284° 36′ O / 36.0°S,284.6°O   | 30,00         | Localitat de Kyrgyzstan                                                                | WGPSN |
| Talsi              | 41° 54′ S, 49° 24′ O / 41.9°S,49.4°O     | 10,00         | Localitat de Letònia                                                                   | WGPSN |
| Taltal             | 39° 31′ S, 125° 47′ O / 39.51°S,125.79°O | 10,00         | Localitat de Xile                                                                      | WGPSN |
| Talu               | 40° 42′ S, 339° 54′ O / 40.7°S,339.9°O   | 10,00         | Localitat d'Indonèsia                                                                  | WGPSN |
| Tame               | 23° 00′ S, 108° 06′ O / 23.0°S,108.1°O   | 13,50         | Localitat de Colòmbia                                                                  | WGPSN |
| Tara               | 44° 24′ S, 52° 54′ O / 44.4°S,52.9°O     | 34,00         | Localitat d'Irlanda                                                                    | WGPSN |
| Tarakan            | 41° 30′ S, 30° 30′ O / 41.5°S,30.5°O     | 39,80         | Localitat d'Indonèsia                                                                  | WGPSN |
| Tarata             | 3° 48′ S, 41° 18′ O / 3.8°S,41.3°O       | 12,30         | Localitat de Bolívia                                                                   | WGPSN |
| Tarma              | 16° 42′ N, 250° 12′ O / 16.7°N,250.2°O   | 8,90          | Localitat de Perú                                                                      | WGPSN |
| Tarq               | 38° 06′ N, 188° 47′ O / 38.1°N,188.78°O  | 35,36         | Localitat d'Iran                                                                       | WGPSN |
| Tarsus             | 23° 18′ N, 40° 18′ O / 23.3°N,40.3°O     | 19,00         | Localitat de Turquia                                                                   | WGPSN |
| Tavua              | 15° 37′ N, 242° 29′ O / 15.62°N,242.48°O | 32,30         | Localitat de Fiji                                                                      | WGPSN |
| Taxco              | 20° 54′ N, 40° 12′ O / 20.9°N,40.2°O     | 17,50         | Localitat de Mèxic                                                                     | WGPSN |
| Taytay             | 7° 22′ N, 19° 39′ O / 7.37°N,19.65°O     | 18,40         | Localitat de les Filipines                                                             | WGPSN |
| Taza               | 43° 54′ S, 45° 18′ O / 43.9°S,45.3°O     | 24,00         | Localitat de Marroc                                                                    | WGPSN |
| Tehachapi          | 36° 34′ N, 329° 35′ O / 36.57°N,329.58°O | 26,00         | Localitat dels Estats Units d'Amèrica                                                  | WGPSN |
| Tecolote           | 24° 48′ S, 106° 54′ O / 24.8°S,106.9°O   | 51,00         | Localitat dels Estats Units d'Amèrica                                                  | WGPSN |
| Teisserenc de Bort | 0° 24′ N, 315° 00′ O / 0.4°N,315.0°O     | 119,00        | Léon Teisserenc de Bort (1855-1913), meteoròleg i aeròleg francès                      | WGPSN |
| Tejn               | 15° 36′ N, 253° 36′ O / 15.6°N,253.6°O   | 3,60          | Localitat de Dinamarca                                                                 | WGPSN |
| Telz               | 21° 24′ N, 248° 54′ O / 21.4°N,248.9°O   | 2,60          | Localitat d'Alemanya                                                                   | WGPSN |
| Tem'               | 42° 18′ N, 9° 30′ O / 42.3°N,9.5°O       | 5,90          | Localitat de Rússia                                                                    | WGPSN |
| Tepko              | 15° 24′ N, 256° 36′ O / 15.4°N,256.6°O   | 3,80          | Localitat d'Austràlia                                                                  | WGPSN |
| Terby              | 28° 18′ S, 285° 54′ O / 28.3°S,285.9°O   | 174,00        | François J. Terby (1846-1911), astrònom belga                                          | WGPSN |
| Thermia            | 19° 54′ N, 250° 54′ O / 19.9°N,250.9°O   | 2,90          | Localitat de Grècia                                                                    | WGPSN |
| Thila              | 18° 05′ N, 204° 35′ O / 18.09°N,204.58°O | 5,30          | Localitat del Iemen                                                                    | WGPSN |
| Thira              | 14° 36′ S, 184° 06′ O / 14.6°S,184.1°O   | 22,50         | Localitat de Grècia                                                                    | WGPSN |
| Thom               | 41° 24′ S, 267° 48′ O / 41.4°S,267.8°O   | 24,00         | Localitat de Tailàndia                                                                 | WGPSN |
| Thule              | 23° 36′ S, 25° 48′ O / 23.6°S,25.8°O     | 13,30         | Localitat de Groenlàndia                                                               | WGPSN |
| Tibrikot           | 12° 36′ N, 55° 00′ O / 12.6°N,55.0°O     | 61,90         | Localitat de Nepal                                                                     | WGPSN |
| Tignish            | 31° 00′ S, 273° 06′ O / 31.0°S,273.1°O   | 22,00         | Localitat de Canadà                                                                    | WGPSN |
| Tikhonravov        | 13° 30′ N, 324° 12′ O / 13.5°N,324.2°O   | 386,00        | Mikhail Tikhonravov (1900-1974), enginyer aeroespacial rus                             | WGPSN |
| Tikhov             | 51° 06′ S, 254° 18′ O / 51.1°S,254.3°O   | 111,00        | Gavriil Adrianovich Tikhov (1875-1960), astrònom i astrobiòleg rus                     | WGPSN |
| Tile               | 17° 54′ N, 28° 42′ O / 17.9°N,28.7°O     | 7,40          | Localitat de Somalia                                                                   | WGPSN |
| Timaru             | 25° 30′ S, 22° 24′ O / 25.5°S,22.4°O     | 17,90         | Localitat de Nova Zelanda                                                              | WGPSN |
| Timbuktu           | 5° 42′ S, 37° 36′ O / 5.7°S,37.6°O       | 73,00         | Localitat de Mali                                                                      | WGPSN |
| Timnoshenko        | 42° 00′ N, 64° 06′ O / 42.0°N,64.1°O     | 88,50         | Ivan Fedorovich Timoshenko (1918-1941), astrònom rus                                   | WGPSN |
| Tivat              | 46° 18′ S, 250° 30′ O / 46.3°S,250.5°O   | 3,60          | Localitat de Montenegro                                                                | WGPSN |
| Tivoli             | 14° 18′ S, 259° 11′ O / 14.3°S,259.18°O  | 32,40         | Localitat de Grenada                                                                   | WGPSN |
| Tiwi               | 27° 48′ S, 24° 48′ O / 27.8°S,24.8°O     | 21,40         | Localitat d'Oman                                                                       | WGPSN |
| Toconao            | 20° 54′ S, 74° 48′ O / 20.9°S,74.8°O     | 17,70         | Localitat de Xile                                                                      | WGPSN |
| Tokko              | 22° 48′ N, 250° 36′ O / 22.8°N,250.6°O   | 2,10          | Localitat de Rússia                                                                    | WGPSN |
| Tokma              | 21° 30′ N, 251° 30′ O / 21.5°N,251.5°O   | 3,20          | Localitat de Rússia                                                                    | WGPSN |
| Tolon              | 18° 24′ N, 255° 06′ O / 18.4°N,255.1°O   | 2,70          | Localitat de Rússia                                                                    | WGPSN |
| Tomari             | 20° 12′ N, 246° 18′ O / 20.2°N,246.3°O   | 5,90          | Localitat de Rússia                                                                    | WGPSN |
| Tombaugh           | 3° 30′ N, 198° 12′ O / 3.5°N,198.2°O     | 60,30         | Clyde Tombaugh (1906-1997), astrònom estatunidenc                                      | WGPSN |
| Tombe              | 42° 48′ S, 44° 30′ O / 42.8°S,44.5°O     | 11,60         | Localitat de Sudan                                                                     | WGPSN |
| Tomini             | 16° 16′ N, 234° 12′ O / 16.27°N,234.2°O  | 7,40          | Localitat d'Indonèsia                                                                  | WGPSN |
| Tooting            | 23° 06′ N, 152° 24′ O / 23.1°N,152.4°O   | 27,50         | Localitat del Regne Unit                                                               | WGPSN |
| Topola             | 15° 50′ N, 267° 47′ O / 15.83°N,267.79°O | 8,00          | Localitat de Sèrbia                                                                    | WGPSN |
| Torbay             | 18° 06′ N, 246° 00′ O / 18.1°N,246.0°O   | 6,50          | Localitat d'Austràlia                                                                  | WGPSN |
| Torsö              | 44° 36′ S, 51° 12′ O / 44.6°S,51.2°O     | 16,00         | Localitat de Suècia                                                                    | WGPSN |
| Torup              | 28° 12′ S, 262° 18′ O / 28.2°S,262.3°O   | 45,50         | Localitat de Suècia                                                                    | WGPSN |
| Trinidad           | 23° 36′ S, 251° 00′ O / 23.6°S,251.0°O   | 28,00         | Localitat de Perú                                                                      | WGPSN |
| Triolet            | 37° 05′ S, 168° 08′ O / 37.09°S,168.14°O | 11,66         | Localitat de Maurici                                                                   | WGPSN |
| Troika             | 17° 00′ N, 254° 54′ O / 17.0°N,254.9°O   | 13,50         | Localitat de Suècia                                                                    | WGPSN |
| Trouvelot          | 16° 12′ N, 13° 06′ O / 16.2°N,13.1°O     | 154,70        | Étienne Léopold Trouvelot (1827-1895), artista, astrònom aficionat i entomòleg francès | WGPSN |
| Troy               | 23° 24′ N, 52° 42′ O / 23.4°N,52.7°O     | 9,90          | Localitat dels Estats Units d'Amèrica                                                  | WGPSN |
| Trud               | 17° 54′ N, 31° 42′ O / 17.9°N,31.7°O     | 2,10          | Localitat de Rússia                                                                    | WGPSN |
| Trumpler           | 61° 48′ S, 150° 48′ O / 61.8°S,150.8°O   | 78,00         | Robert Julius Trumpler (1886-1956), astrònom estatunidenc d'origen suís                | WGPSN |
| Tsau               | 49° 48′ N, 239° 00′ O / 49.8°N,239.0°O   | 6,50          | Localitat de Botswana                                                                  | WGPSN |
| Tsukuba            | 48° 54′ N, 226° 06′ O / 48.9°N,226.1°O   | 1,80          | Localitat del Japó                                                                     | WGPSN |
| Tuapi              | 17° 12′ N, 255° 42′ O / 17.2°N,255.7°O   | 4,60          | Localitat de Nicaragua                                                                 | WGPSN |
| Tugaske            | 32° 06′ S, 101° 12′ O / 32.1°S,101.2°O   | 31,30         | Localitat de Canadà                                                                    | WGPSN |
| Tumul              | 14° 54′ N, 255° 30′ O / 14.9°N,255.5°O   | 8,80          | Localitat de Rússia                                                                    | WGPSN |
| Tungla             | 41° 06′ S, 270° 30′ O / 41.1°S,270.5°O   | 17,00         | Localitat de Nicaragua                                                                 | WGPSN |
| Tura               | 26° 54′ S, 22° 00′ O / 26.9°S,22.0°O     | 16,40         | Localitat de Rússia                                                                    | WGPSN |
| Turbi              | 41° 00′ S, 51° 30′ O / 41.0°S,51.5°O     | 31,30         | Localitat de Kenya                                                                     | WGPSN |
| Turma              | 17° 30′ N, 252° 00′ O / 17.5°N,252.0°O   | 6,80          | Localitat de Rússia                                                                    | WGPSN |
| Tuscaloosa         | 0° 00′ N, 331° 18′ O / 0.0°N,331.3°O     | 60,00         | Localitat dels Estats Units d'Amèrica                                                  | WGPSN |
| Tuskegee           | 2° 54′ S, 36° 12′ O / 2.9°S,36.2°O       | 66,70         | Localitat dels Estats Units d'Amèrica                                                  | WGPSN |
| Tycho Brahe        | 49° 48′ S, 213° 54′ O / 49.8°S,213.9°O   | 106,00        | Tycho Brahe (1546-1601), astrònom danès                                                | WGPSN |
| Tyndall            | 40° 00′ N, 190° 06′ O / 40.0°N,190.1°O   | 86,80         | John Tyndall (1820-1893), físic britànic                                               | WGPSN |
| Tyuratam           | 45° 00′ S, 202° 00′ O / 45.0°S,202.0°O   | 0,30          | Localitat del Kazakhstan                                                               | WGPSN |

## U
| Cràter | Coordenades                             | Diàmetre (km) | Epònim                       | Ref.  |
| ------ | --------------------------------------- | ------------- | ---------------------------- | ----- |
| Ubud   | 10° 38′ S, 18° 19′ O / 10.63°S,18.32°O  | 27,00         | Localitat d'Indonèsia        | WGPSN |
| Udzha  | 81° 59′ N, 282° 48′ O / 81.98°N,282.8°O | 45,00         | Localitat de Rússia          | WGPSN |
| Ulu    | 22° 42′ N, 252° 42′ O / 22.7°N,252.7°O  | 3,40          | Localitat de Rússia          | WGPSN |
| Ulya   | 18° 06′ S, 248° 24′ O / 18.1°S,248.4°O  | 8,60          | Localitat de Rússia          | WGPSN |
| Umatac | 42° 48′ N, 222° 48′ O / 42.8°N,222.8°O  | 17,50         | Localitat de Guam            | WGPSN |
| Urk    | 23° 24′ N, 248° 36′ O / 23.4°N,248.6°O  | 2,80          | Localitat dels Països Baixos | WGPSN |
| Utan   | 24° 30′ N, 246° 18′ O / 24.5°N,246.3°O  | 4,60          | Localitat de Rússia          | WGPSN |
| Uzer   | 1° 12′ S, 1° 46′ O / 1.2°S,1.76°O       | 8,80          | Localitat de França          | WGPSN |

## V
| Cràter      | Coordenades                              | Diàmetre (km) | Epònim                                                                                          | Ref.  |
| ----------- | ---------------------------------------- | ------------- | ----------------------------------------------------------------------------------------------- | ----- |
| Vaals       | 4° 00′ S, 33° 00′ O / 4.0°S,33.0°O       | 10,60         | Localitat dels Països Baixos                                                                    | WGPSN |
| Vaduz       | 38° 15′ N, 344° 17′ O / 38.25°N,344.29°O | 1,90          | Localitat de Liechtenstein                                                                      | WGPSN |
| Valga       | 44° 42′ S, 36° 42′ O / 44.7°S,36.7°O     | 17,00         | Localitat d'Estònia                                                                             | WGPSN |
| Valverde    | 20° 18′ N, 55° 48′ O / 20.3°N,55.8°O     | 36,30         | Localitat de la República Dominicana                                                            | WGPSN |
| Vätö        | 44° 00′ S, 53° 42′ O / 44.0°S,53.7°O     | 20,00         | Localitat de Suècia                                                                             | WGPSN |
| Vaux        | 18° 06′ N, 32° 54′ O / 18.1°N,32.9°O     | 6,30          | Localitat de França                                                                             | WGPSN |
| Verlaine    | 9° 18′ S, 296° 00′ O / 9.3°S,296.0°O     | 43,00         | Localitat de França                                                                             | WGPSN |
| Vernal      | 5° 53′ N, 4° 30′ O / 5.88°N,4.5°O        | 57,00         | Localitat dels Estats Units d'Amèrica                                                           | WGPSN |
| Very        | 49° 36′ S, 177° 06′ O / 49.6°S,177.1°O   | 114,00        | Frank Washington Very (1852-1927), astrònom estatunidenc                                        | WGPSN |
| Viana       | 19° 24′ N, 255° 18′ O / 19.4°N,255.3°O   | 30,00         | Localitat de Brasil                                                                             | WGPSN |
| Victoria    | 2° 03′ S, 5° 30′ O / 2.05°S,5.5°O        | 0,80          | Localitat de les Illes Seychelles                                                               | WGPSN |
| Vik         | 36° 24′ S, 64° 00′ O / 36.4°S,64.0°O     | 23,00         | Localitat d'Islàndia                                                                            | WGPSN |
| Vils        | 39° 24′ N, 11° 48′ O / 39.4°N,11.8°O     | 6,90          | Localitat d'Àustria                                                                             | WGPSN |
| Vinogradov  | 20° 12′ S, 37° 42′ O / 20.2°S,37.7°O     | 223,50        | Alexander Vinogradov (1895-1975), geoquímic rus                                                 | WGPSN |
| Vinogradsky | 56° 30′ S, 216° 12′ O / 56.5°S,216.2°O   | 64,00         | Serguei Vinogradski (1856-1953), microbiòleg, ecòleg, i edafòleg rus                            | WGPSN |
| Virrat      | 31° 06′ S, 103° 00′ O / 31.1°S,103.0°O   | 53,60         | Localitat de Finlàndia                                                                          | WGPSN |
| Vishniac    | 76° 42′ S, 276° 06′ O / 76.7°S,276.1°O   | 86,10         | Wolf Vladimir Vishniac (1922-1973), microbiòleg estatunidenc                                    | WGPSN |
| Vivero      | 49° 18′ N, 241° 12′ O / 49.3°N,241.2°O   | 27,50         | Localitat d'Espanya                                                                             | WGPSN |
| Voeykov     | 32° 24′ S, 76° 12′ O / 32.4°S,76.2°O     | 76,00         | A.I. Voeykov (1842-1916), climatòleg i geògraf rus                                              | WGPSN |
| Vogel       | 37° 06′ S, 13° 24′ O / 37.1°S,13.4°O     | 121,00        | Hermann Carl Vogel (1841-1907), astrofísic alemany                                              | WGPSN |
| Volgograd   | 23° 12′ N, 51° 18′ O / 23.2°N,51.3°O     | 8,40          | Localitat de Rússia                                                                             | WGPSN |
| Vol'sk      | 48° 24′ N, 224° 54′ O / 48.4°N,224.9°O   | 1,60          | Localitat de Rússia                                                                             | WGPSN |
| Von Kármán  | 64° 36′ S, 58° 30′ O / 64.6°S,58.5°O     | 90,00         | Theodore von Kármán (1881-1963), matemàtic, enginyer aeroespacial i físic hongarès-estatunidenc | WGPSN |
| Voo         | 27° 12′ S, 20° 00′ O / 27.2°S,20.0°O     | 1,50          | Localitat de Kenya                                                                              | WGPSN |
| Voza        | 23° 36′ N, 53° 36′ O / 23.6°N,53.6°O     | 2,60          | Localitat de les Illes Solomon                                                                  | WGPSN |

## W
| Cràter        | Coordenades                              | Diàmetre (km) | Epònim                                                                    | Ref.  |
| ------------- | ---------------------------------------- | ------------- | ------------------------------------------------------------------------- | ----- |
| Wabash        | 21° 36′ N, 33° 42′ O / 21.6°N,33.7°O     | 42,00         | Localitat dels Estats Units d'Amèrica                                     | WGPSN |
| Wafra         | 4° 18′ N, 148° 30′ O / 4.3°N,148.5°O     | 30,20         | Localitat de Kuwait                                                       | WGPSN |
| Wahoo         | 23° 30′ N, 33° 48′ O / 23.5°N,33.8°O     | 67,20         | Localitat dels Estats Units d'Amèrica                                     | WGPSN |
| Wajir         | 27° 18′ S, 254° 36′ O / 27.3°S,254.6°O   | 12,00         | Localitat de Kenya                                                        | WGPSN |
| Wallace       | 52° 54′ S, 249° 24′ O / 52.9°S,249.4°O   | 173,00        | Alfred Russel Wallace (1823-1913), geògraf, botànic i naturalista gal·lès | WGPSN |
| Wallops       | 46° 54′ N, 227° 18′ O / 46.9°N,227.3°O   | 2,00          | Wallops Flight Facility, Estats Units d'Amèrica                           | WGPSN |
| Wallula       | 9° 54′ S, 54° 24′ O / 9.9°S,54.4°O       | 12,50         | Localitat dels Estats Units d'Amèrica                                     | WGPSN |
| Warra         | 21° 00′ N, 37° 42′ O / 21.0°N,37.7°O     | 10,30         | Localitat d'Austràlia                                                     | WGPSN |
| Waspam        | 20° 36′ N, 56° 42′ O / 20.6°N,56.7°O     | 41,80         | Localitat de Nicaragua                                                    | WGPSN |
| Wassamu       | 25° 48′ N, 53° 18′ O / 25.8°N,53.3°O     | 17,50         | Localitat del Japó                                                        | WGPSN |
| Wau           | 45° 12′ S, 42° 42′ O / 45.2°S,42.7°O     | 6,00          | Localitat de Papua Nova Guinea                                            | WGPSN |
| Weert         | 19° 54′ N, 51° 48′ O / 19.9°N,51.8°O     | 10,00         | Localitat dels Països Baixos                                              | WGPSN |
| Wegener       | 64° 36′ S, 4° 00′ O / 64.6°S,4.0°O       | 76,80         | Alfred Wegener (1880-1930), meteoròleg alemany                            | WGPSN |
| Weinbaum      | 65° 42′ S, 245° 30′ O / 65.7°S,245.5°O   | 89,40         | Stanley G. Weinbaum (1902-1935), escriptor de ciència-ficció estatunidenc | WGPSN |
| Wells         | 60° 12′ S, 237° 54′ O / 60.2°S,237.9°O   | 103,00        | H. G. Wells (1866-1946), escriptor anglès                                 | WGPSN |
| Wer           | 46° 00′ N, 6° 12′ O / 46.0°N,6.2°O       | 3,10          | Localitat d'Índia                                                         | WGPSN |
| Wicklow       | 2° 00′ S, 40° 36′ O / 2.0°S,40.6°O       | 22,40         | Localitat d'Irlanda                                                       | WGPSN |
| Wien          | 10° 48′ S, 220° 24′ O / 10.8°S,220.4°O   | 120,40        | Wilhelm Wien (1864-1928), físic alemany                                   | WGPSN |
| Williams      | 18° 42′ S, 164° 18′ O / 18.7°S,164.3°O   | 126.00        | Arthur Stanley Williams (1861-1938), astrònom anglès                      | WGPSN |
| Wilmington    | 21° 48′ N, 47° 30′ O / 21.8°N,47.5°O     | 0,50          | Localitat dels Estats Units d'Amèrica                                     | WGPSN |
| Wiltz         | 15° 31′ N, 200° 55′ O / 15.51°N,200.91°O | 1,20          | Localitat de Luxemburg                                                    | WGPSN |
| Windfall      | 2° 06′ S, 43° 24′ O / 2.1°S,43.4°O       | 17,90         | Localitat de Canadà                                                       | WGPSN |
| Wink          | 6° 36′ S, 41° 24′ O / 6.6°S,41.4°O       | 10,50         | Localitat dels Estats Units d'Amèrica                                     | WGPSN |
| Winslow       | 3° 48′ S, 300° 48′ O / 3.8°S,300.8°O     | 1,00          | Localitat dels Estats Units d'Amèrica                                     | WGPSN |
| Wirtz         | 48° 36′ S, 26° 00′ O / 48.6°S,26.0°O     | 129,00        | Carl Wilhelm Wirtz (1876-1939), astrònom alemany                          | WGPSN |
| Wislicenus    | 18° 24′ S, 348° 36′ O / 18.4°S,348.6°O   | 139,00        | Walter Wislicenus (1859-1905), astrònom alemany                           | WGPSN |
| Woking        | 5° 08′ N, 277° 05′ O / 5.14°N,277.08°O   | 9,80          | Localitat del Renge Unit                                                  | WGPSN |
| Woolgar       | 34° 54′ N, 85° 36′ O / 34.9°N,85.6°O     | 15,50         | Localitat d'Austràlia                                                     | WGPSN |
| Woomera       | 48° 24′ N, 227° 24′ O / 48.4°N,227.4°O   | 2,50          | Localitat d'Austràlia                                                     | WGPSN |
| Worcester     | 26° 54′ N, 50° 30′ O / 26.9°N,50.5°O     | 24,00         | Localitat dels Estats Units d'Amèrica                                     | WGPSN |
| Wright        | 58° 54′ S, 151° 00′ O / 58.9°S,151.0°O   | 115,00        | William Hammond Wright (1871-1959), astrònom estatunidenc                 | WGPSN |
| Wukari        | 32° 06′ S, 102° 54′ O / 32.1°S,102.9°O   | 38,40         | Localitat de Nigèria                                                      | WGPSN |
| Wulai         | 10° 14′ N, 0° 59′ O / 10.24°N,0.99°O     | 50,50         | Localitat de Taiwan                                                       | WGPSN |
| Wynn-Williams | 55° 07′ S, 299° 52′ O / 55.11°S,299.87°O | 67,20         | David D. Wynn-Williams (1946-2002), astrobiòleg estatunidenc              | WGPSN |

## X
| Cràter | Coordenades                            | Diàmetre (km) | Epònim               | Ref.  |
| ------ | -------------------------------------- | ------------- | -------------------- | ----- |
| Xainza | 0° 47′ N, 3° 58′ O / 0.78°N,3.96°O     | 24,60         | Localitat de la Xina | WGPSN |
| Xui    | 15° 18′ N, 247° 24′ O / 15.3°N,247.4°O | 2,70          | Localitat de Brasil  | WGPSN |

## Y
| Cràter   | Coordenades                              | Diàmetre (km) | Epònim                                | Ref.  |
| -------- | ---------------------------------------- | ------------- | ------------------------------------- | ----- |
| Yakima   | 43° 24′ N, 3° 12′ O / 43.4°N,3.2°O       | 13.00         | Localitat dels Estats Units d'Amèrica | WGPSN |
| Yala     | 17° 36′ N, 38° 42′ O / 17.6°N,38.7°O     | 19,80         | Localitat de Tailàndia                | WGPSN |
| Yalata   | 22° 00′ N, 253° 54′ O / 22.0°N,253.9°O   | 4,80          | Localitat d'Austràlia                 | WGPSN |
| Yalgoo   | 4° 56′ N, 275° 51′ O / 4.94°N,275.85°O   | 17,90         | Localitat d'Austràlia                 | WGPSN |
| Yar      | 22° 30′ N, 39° 12′ O / 22.5°N,39.2°O     | 6,40          | Localitat de Rússia                   | WGPSN |
| Yaren    | 43° 55′ S, 137° 34′ O / 43.91°S,137.57°O | 9,60          | Localitat de Nauru                    | WGPSN |
| Yat      | 18° 18′ N, 29° 06′ O / 18.3°N,29.1°O     | 7,60          | Localitat de Níger                    | WGPSN |
| Yebra    | 21° 00′ N, 254° 24′ O / 21.0°N,254.4°O   | 4,40          | Localitat d'Espanya                   | WGPSN |
| Yegros   | 22° 30′ S, 23° 42′ O / 22.5°S,23.7°O     | 14,50         | Localitat de Paraguai                 | WGPSN |
| Yelapa   | 3° 50′ N, 1° 08′ O / 3.83°N,1.13°O       | 29,00         | Localitat de Mèxic                    | WGPSN |
| Yelwa    | 31° 07′ N, 212° 22′ O / 31.12°N,212.37°O | 8,20          | Localitat de Nigèria                  | WGPSN |
| Yorktown | 23° 06′ N, 48° 42′ O / 23.1°N,48.7°O     | 8,10          | Localitat dels Estats Units d'Amèrica | WGPSN |
| Yoro     | 23° 00′ N, 28° 06′ O / 23.0°N,28.1°O     | 9,80          | Localitat d'Hondures                  | WGPSN |
| Yungay   | 44° 12′ S, 44° 48′ O / 44.2°S,44.8°O     | 21,0          | Localitat de Perú                     | WGPSN |
| Yuty     | 22° 24′ N, 34° 12′ O / 22.4°N,34.2°O     | 19,9          | Localitat de Paraguai                 | WGPSN |

## Z
| Cràter  | Coordenades                              | Diàmetre (km) | Epònim                                          | Ref.  |
| ------- | ---------------------------------------- | ------------- | ----------------------------------------------- | ----- |
| Zarand  | 3° 23′ S, 1° 30′ O / 3.39°S,1.5°O        | 2,20          | Localitat d'Iran                                | WGPSN |
| Zaranj  | 12° 06′ N, 247° 01′ O / 12.1°N,247.02°O  | 28,00         | Localitat de l'Afganistan                       | WGPSN |
| Zhiugou | 29° 24′ S, 102° 42′ O / 29.4°S,102.7°O   | 22,00         | Localitat de la Xina                            | WGPSN |
| Zilair  | 32° 06′ S, 33° 00′ O / 32.1°S,33.0°O     | 48,00         | Localitat de Rússia                             | WGPSN |
| Zir     | 18° 42′ N, 36° 36′ O / 18.7°N,36.6°O     | 6,20          | Localitat de Turquia                            | WGPSN |
| Zongo   | 34° 06′ S, 41° 48′ O / 34.1°S,41.8°O     | 46,90         | Localitat de la República Democràtica del Congo | WGPSN |
| Žulanka | 2° 18′ S, 42° 18′ O / 2.3°S,42.3°O       | 47,10         | Localitat de Rússia                             | WGPSN |
| Zumba   | 28° 41′ S, 133° 11′ O / 28.68°S,133.18°O | 3,30          | Localitat d'Equador                             | WGPSN |
| Zuni    | 19° 24′ N, 29° 36′ O / 19.4°N,29.6°O     | 25,10         | Localitat dels Estats Units d'Amèrica           | WGPSN |
| Zunil   | 7° 48′ N, 193° 54′ O / 7.8°N,193.9°O     | 10,40         | Localitat de Guatemala                          | WGPSN |
| Zutphen | 14° 00′ S, 185° 48′ O / 14.0°S,185.8°O   | 38,00         | Localitat dels Països Baixos                    | WGPSN |